# John Fuller (1er baronnet)
Pour l’article homonyme, voir John Fuller.
John Michael Fleetwood Fuller (21 octobre 1864 - 4 septembre 1915) est un homme politique du Parti libéral britannique et un administrateur colonial. 

## Biographie
Il est le fils aîné de George Fuller (homme politique), de Neston Park, Corsham, Wiltshire, et de sa femme Emily Georgina Jane, fille de Sir Michael Hicks Beach, 8e baronnet, et fait ses études à Winchester et Christ Church, Oxford. Il se présente sans succès à trois reprises, mais en 1900, il est élu pour Westbury. Il sert sous Henry Campbell-Bannerman en tant que Lords du Trésor de 1906 à 1907 et sous Campbell-Bannerman et plus tard Herbert Henry Asquith en tant que Vice-Chambellan de la Maison de 1907 à 1911 . Il est créé baronnet, de Neston Park à Corsham dans le comté de Wiltshire, en 1910. L'année suivante, il démissionne de son siège à la Chambre des communes lors de sa nomination au poste de gouverneur de Victoria. Il reste dans cette fonction jusqu'à sa démission pour raisons de santé et de famille en novembre 1913. Il est nommé Chevalier Commandeur de l'Ordre de Saint-Michel et Saint-Georges lors des honneurs du couronnement de 1911. 
Il épouse Norah Jacintha, fille de Charles Phipps, en 1898. Ils ont deux fils et quatre filles. Il meurt en septembre 1915, âgé de seulement 50 ans, et est remplacé comme baronnet par son fils aîné Gérard. Plus tard, Lady Fuller s'est remariée et est décédée en 1935. 